# Journal of the Asiatic Society of Bengal
Journal of the Asiatic Society of Bengal (abreviado J. Asiat. Soc. Bengal) fue una revista ilustrada con descripciones botánicas que fue editada en Calcuta (India) desde el año 1832 hasta 1864, publicándose los números 1 al 33. Fue reemplazada por Journal of the Asiatic Society of Bengal. Part 2. Natural History.